# 瓦伊諾利
瓦伊諾利是斯洛伐克首都布拉提斯拉瓦的一個地區，位於布拉提斯拉瓦的東北部。瓦伊諾利首次被提及是在1237年。布拉迪斯拉发机场位於瓦伊諾利附近。